# Řád Durránské říše
Řád Durránské říše byl afghánský řád, který byl udílen britským důstojníkům během první anglo-afghánské války Šáhem Šudžá jako poděkovaní za jeho znovu dosazení na trůn.

## Historie a pravidla udílení
Řád byl založen roku 1939 Šáhem Šudžá po vzoru Řádu lázně. Udílen byl britským důstojníkům, kteří mu pomohli znovu získat afghánský trůn během první anglo-afghánské války. Řád byl pojmenován po říši, která na území Afghánistánu existovala v letech 1747 až 1823.
První investitura řádu se konala 17. září 1839 ve velkém durbaru na nádvoří pevnosti Bala Hissar v Kábulu. Předem byl připraven pouze malý počet insignií, které tak nestačily na všechny britské důstojníky v ten den představené šáhovi. Mnoho oceněných si proto insignie objednalo samostatně v Evropě či Indii, což vedlo k velkému množství variací vzhledu těchto insignií, které se liší především počtem použitých perel.

## Třídy
Řád byl udílen ve třech třídách, které vznikly po vzoru Řádu lázně.
- I. třída
- II. třída
- III. třída

## Insignie
Řádový odznak má tvar maltézského kříže s hroty zakončenými zlatými kuličkami. Kříž je položen na dvou zkřížených mečích. Uprostřed je zelená květina na modře smaltovaném pozadí a slova perským písmem znamenajícími perla věčnosti. Výjev je lemován kruhem tvořeným perlami.
Řádová hvězda je osmicípá s cípy složenými s různě dlouhých paprsků. Uprostřed je položen řádový odznak.
Stuha je tvořena dvěma stejně širokými pruhy v barvě červené a zelené.